# Camptandra latifolia
Camptandra latifolia är en enhjärtbladig växtart som beskrevs av Henry Nicholas Ridley. Camptandra latifolia ingår i släktet Camptandra och familjen Zingiberaceae. Inga underarter finns listade i Catalogue of Life.